# Nørre Søby (Skive Kommune)
 For alternative betydninger, se Nørre Søby. (Se også artikler, som begynder med Nørre Søby)
Nørre Søby ligger i Midtjylland og var engang en meget lille landsby, men er nu sammenvokset med Højslev Stationsby umiddelbart syd for primærrute 26 og lidt øst for Skive. Nørre Søby ligger i Nordfjends ved Viborg-Skive-Struer Jernbane i Skive Kommune og hører til Region Midtjylland.
Indtil 1970 lå bebyggelsen i Kobberup Sogn i Fjends Herred. Ved Kommunalreformen i 1970 blev 1350 ha i den nordøstlige del af Kobberup Sogn overflyttet fra Kobberup-Feldingbjerg-Gammelstrup Kommune til Gl. Skive Kommune. Det overflyttede område bestod af Nørre Søby øst for Højslev Stationsby samt af et område ved gården Søvang syd for Højslev Station.
I bebyggelsen ligger Nørre Søby Skole, der er en ikke årgangsdelt skole fra og med børnehaveklassen til og med 6. årgang.
|  | Denne artikel om lokaliteten Nørre Søby (Skive Kommune) kan blive bedre, hvis der indsættes et (bedre) billede. Du kan hjælpe ved at afsøge Wikimedia Commons for et passende billede eller lægge et op på Wikimedia Commons med en af de tilladte licenser og indsætte det i artiklen. |

56°32′46″N 9°7′14″Ø / 56.54611°N 9.12056°Ø